# Pavol Hurajt
Pavol Hurajt (* 4. února 1978, Poprad, Československo) je bývalý slovenský biatlonista.

## Kariéra
Nejlepšího výsledku ve světovém poháru dosáhl v roce 2009, kdy dojel pátý v závodě na 20 kilometrů. Startoval na třech olympiádách. Na Zimních olympijských hrách v Turíně v roce 2006 skončil nejlépe na 14. místě v závodě mužské štafety (dále 24. místo ve stíhacím závodě, 29. místo v individuálním závodě a ve sprintu), na ZOH ve Vancouveru v roce 2010 dosáhl největšího úspěchu v kariéře, když v závodě s hromadným startem získal bronzovou medaili (dále 5. místo v individuálním závodě, 7. místo ve sprintu, 15. místo v mužské štafetě, 16. místo ve stíhacím závodě). Po diskvalifikaci Jevgenije Usťugova dostal dodatečně stříbrnou medaili.
Během sezóny 2013/14, avizoval před odletem na Zimní olympijské hry v Soči, že ho zde čekají poslední závody kariéry. Jeho posledním startem ve sportovní kariéře byl závod mužských štafet na 4×7,5 kilometrů, kde společně s týmem obsadil konečné 12. místo. Se smíšenou štafetou byl v Soči čtvrtý, dále skončil na 28. místě v individuálním závodě, na 51. místě ve sprintu a na 52. místě ve stíhacím závodě.